# تسولینگ
تسولینگ (به آلمانی: Zolling) یک شهر در آلمان است که در بایرن واقع شده‌است.

## خصوصیات
تسولینگ ۳۴٫۵۹ کیلومترمربع مساحت دارد ۴۲۹ متر بالاتر از سطح دریا واقع شده‌است.

## نگارخانه

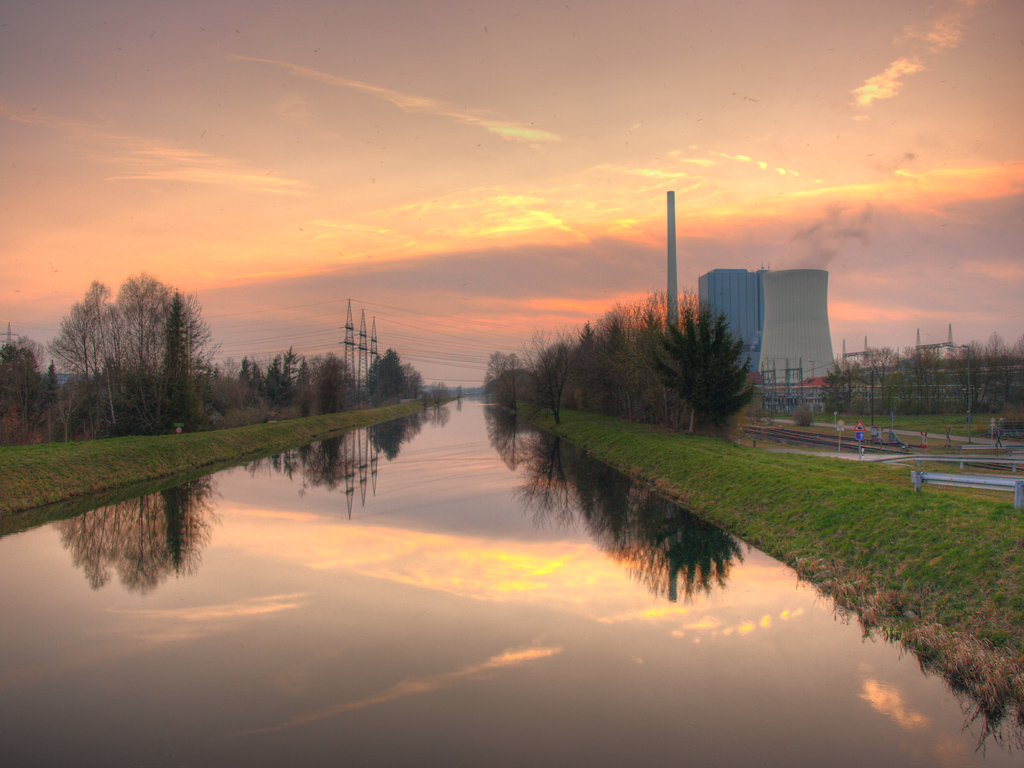
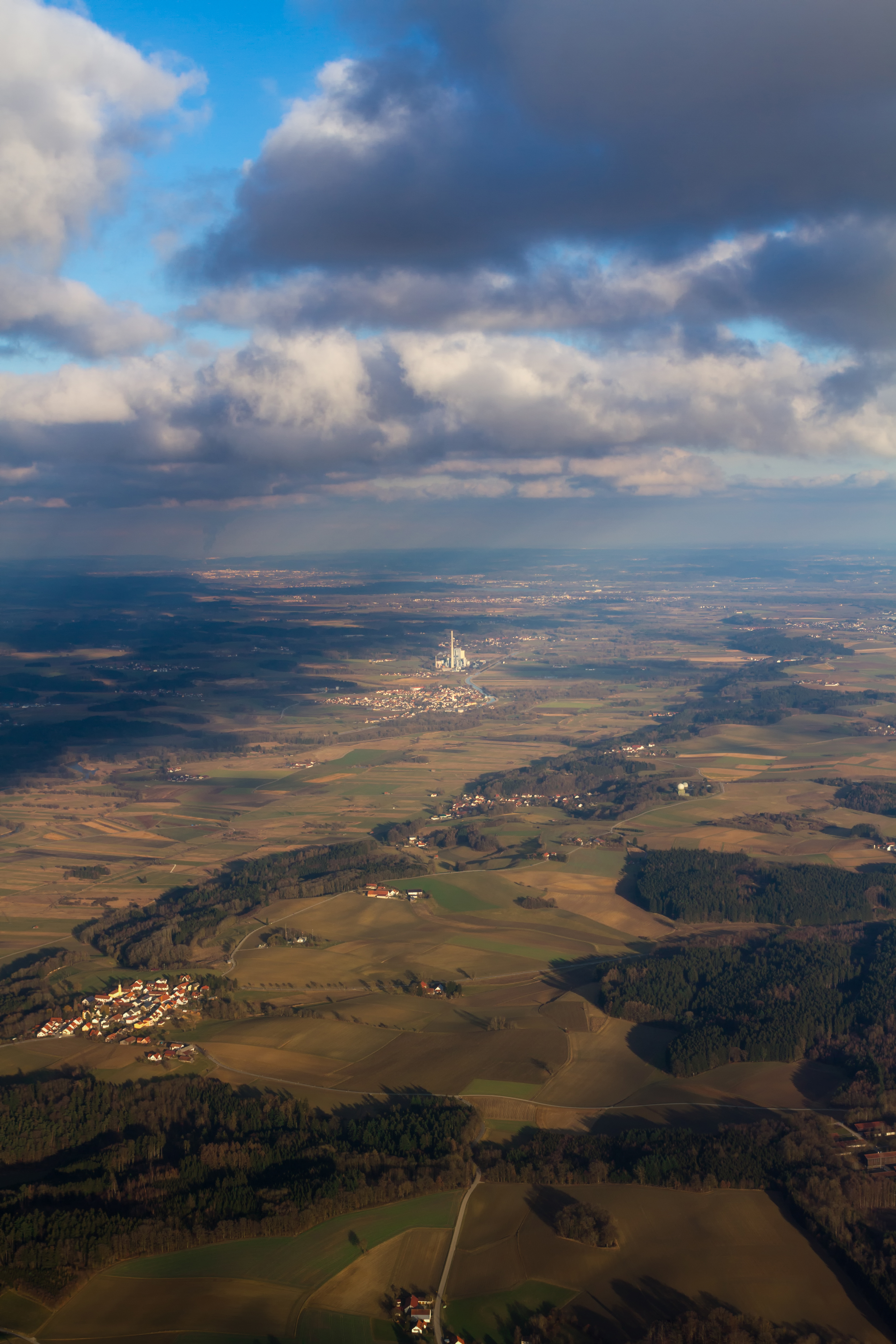
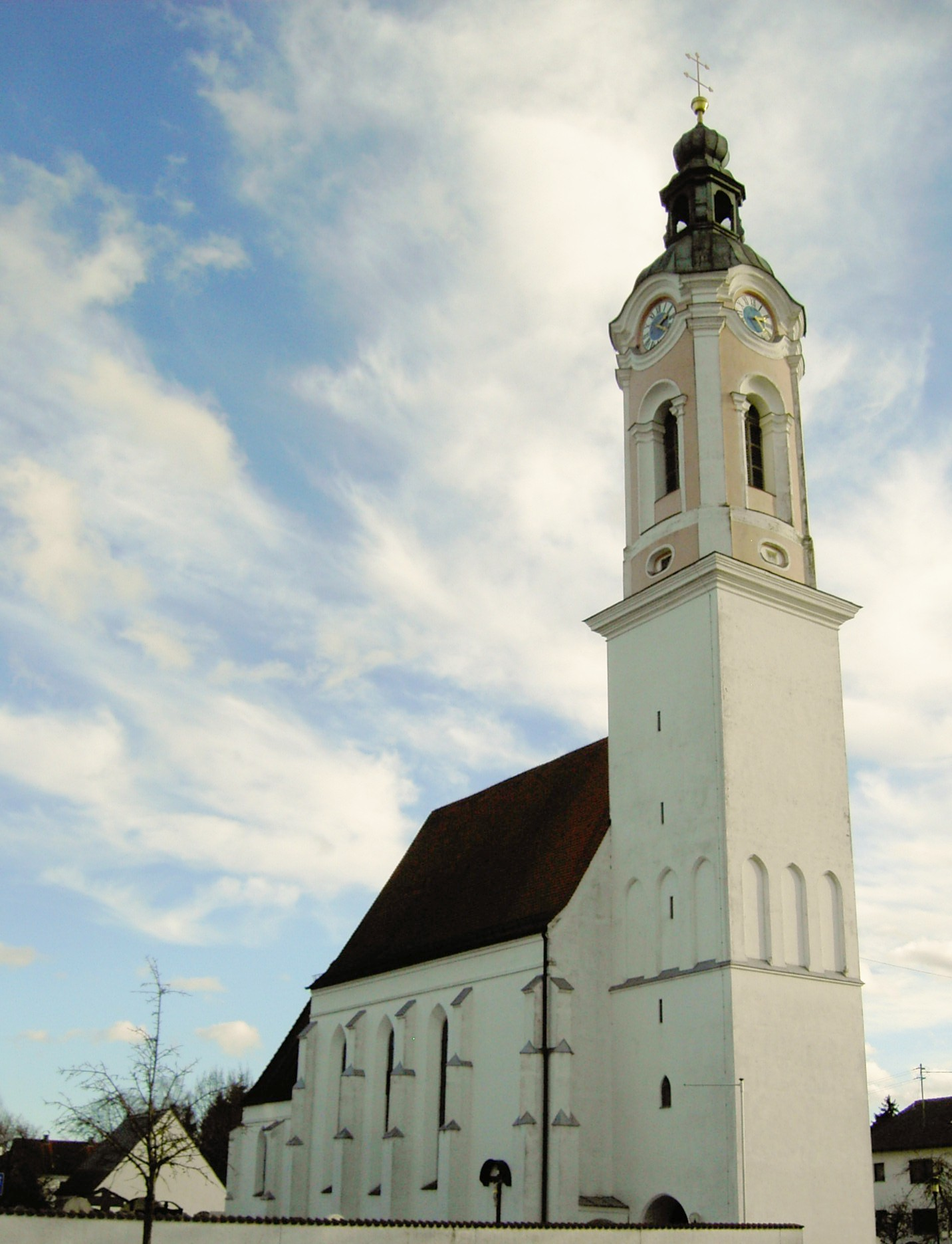